# Hypokopelates infuscata
Hypokopelates infuscata är en fjärilsart som beskrevs av Henry Stempffer 1964. Hypokopelates infuscata ingår i släktet Hypokopelates och familjen juvelvingar. Inga underarter finns listade i Catalogue of Life.